# NK Krka
NK Krka je nogometni klub iz Novog Mesta, Dolenjska, Republika Slovenija.

U sezoni 2024./25. "Krka" je član "Druge slovenske lige".

## O klubu
Nogometni klub Krka jedan je od klubova iz Novog Mesta s najdužom tradicijom. Kao datum osnivanja uzima se 19. veljače 1922. godine, kada su se na inicijativu tvorničara Josipa Medića udružila dva sportska kluba iz Novog Mesta.
 
Klub se isprva zvao Krka. Sva nogometna igrališta kluba tijekom povijesti uvijek su bila uz rijeku Krku: u Loki, Kandiji i kasnije u Portovalu. Na prvoj sjednici klub je preimenovan u NK Elan i pod tim imenom je djelovao do 1990-ih. Ime Elan stoga je i danas zapisano u grbu kluba.

Od 2005. godine klub se ponovno zove Krka, ovaj put po tvornici lijekova koja je dobila ime po istoimenoj rijeci.

### Povijest imena
- 1922. – 1992.: NK Elan
- 1992. – 1993.: Studio D
- 1993. – 1994.: NK Krka Novoterm
- 1994. – 2000.: NK Elan
- 2000. – 2001.: Elan Granit Commerce
- 2001. – 2005.: NK Elan
- od 2005.: NK Krka

## Uspjesi
- 2. SNL:

1991./92.
- 3. SNL:

1996./97., 2006./07., 2011./12.

## Unutarnje poveznice
- Novo Mesto

## Vanjske poveznice
- Službena web-stranica